# Дженніфер Кремер
Дженніфер Кремер (нім. Jennifer Cramer; нар. 24 лютого 1993, Франкенберг, Німеччина) — німецька футболістка, півзахисниця та флангова захисниця клубу «Турбіне» (Потсдам).

## Клубна кар'єра
Футболом розпочала займатися в 5-річному віці у клубі «Родденау/Біркенбрінггаузен», за який виступала до 2007 року. З 2005 по 2008 рік захищала кольори «Аллендорф/Едер». У 2008 році перейшла до Потсдамської спортивної школи імені Фрідріха Людвіга Яна, де виступала за молодіжну команду «Турбіне» (Потсдам). Під час навчання в школі виграла Дівочий чемпіонат світу 2009 року. У тому ж році Дженніфер виграла дівочий чемпіонат Німеччини WU-17. Напередодні старту сезону 2009/10 років переведена до другого складу «Турбін», який виступав у Другій Бундеслізі, зона «Північ». У першій команді дебютувала 16 вересня 2009 року в переможному (1:0) поєдинку проти «Бед Нойнар», завдяки цьому матчу разом з командою отримала золоті медалі Бундесліги. Дебютним голом за потсдамський клуб відзначилася наступного сезону, 16 жовтня 2011 року на 70-й хвилині переможного поєдинку 7-о туру чемпіонату Німеччини проти «Бед Нойнар». Зігравши 19 матчів у Бундеслізі допомогла своєму клубу захистити чемпіонський титул. У своєму третьому сезоні в «Турбіні» зіграла 20 матчів та відзначилася 1 голом. Наприкінці 2018 року спалахнув скандал щодо статусу Кремер у потсдамському клубі: сама гравчиня запевняла, що вже не є членом клубу, в той же час керівництво «Турбін» спочатку запевняло, що вона є членом команди, але згодом віддало її 11-й номер іншій футболістці, а згодом взагалі відмовилося будь-що коментувати.

## Кар'єра в збірній
У футболці дівочої збірної Німеччини WU-17 дебютувала 4 вересня 2009 року в нічийному (0:0) поєдинку проти одноліток з Ізраїлю. Разом з цією командою брала участь у чемпіонаті Європи 2010 року в Швейцарії, який проходив з 22 по 26 червня 2010 року, зіграла у двох матчах й допомогла німкеням завоювати 3-є місце на турнірі, після перемоги (3:0) над Нідерландами. У тому ж році разом з німкенями дійшла до 1/4 фіналу чемпіонату світу U-17 у Тринідад і Тобаго, в якому збірна Німеччини пступилася Північній Кореї.
У дівочій збірній Німеччини U-19 дебютувала 23 лютого 2011 року в Неттеталі в переможному (2:0) домашньому поєдинку проти одноліток з Нідерландів; того ж року зіграла ще 9 матчів за збірну U-19. З 30 травня по 11 червня 2011 року у футболці збірної брала участь в чемпіонаті Європи в Італії, де пробилася до фіналу, в якому німкені обіграли збірну Норвегії з рахунком 8:1.
У складі юнацької збірної Німеччини U-20 зіграла 9 матчів, дебют — 9 лютого 2012 року в Ла-Манзі на турнірі Чотирьох націй, де збірна Німеччини з рахунком 1:1 розписала нічию проти норвежок.
11 березня 2013 року дебютувала у футболці національної збірної в переможному (2:0) поєдинку кубку Алгарве у Лагуші проти Норвегії. Дженніфер вийшла на поле на 31-й хвилині, замінивши травмовану Луїзу Вензіінг.
24 травня 2015 року головний тренер жіночої збірної Німеччини Сільвія Найд викликала Кремер для участі у фінальній частині чемпіонату світу 2015 року в Канаді. 

## Освіта
З 2014 року Дженніфер Креймер навчається на поліцейського комісара в поліцейському коледжі землі Бранденбург.

## Досягнення

### Клубні
«Турбін» (Потсдам)
- Бундесліга
  -  Чемпіон (2): 2010/11, 2011/12

- Кубок Німеччини
  -  Фіналіст (2): 2010/11, 2012/13

- Ліга чемпіонів
  -  Фіналіст (1): 2010/11

- Жіночий чемпіонат U-17
  -  Чемпіон (2): 2008/09, 2009/10

### Міжнародні
Німеччина
- Чемпіонат Європи
  -  Чемпіон (1): 2013

- Чемпіонат світу (U-20)
  -  Срібний призер (1): 2012

- Чемпіонат Європи U-19
  -  Чемпіон (1): 2011

- Чемпіонат Європи U-17
  -  Чемпіон (1): 2009

- Кубок Алгавре
  -  Володар (1): 2014